# 巴勒斯坦总统卫队
巴勒斯坦总统卫队（阿拉伯语:الحرس الرئاسي الفلسطيني）是巴勒斯坦安全部门的一个分支，由巴勒斯坦国总统直接控制。它的主要作用是保护总统和其他贵宾，以及履行仪式职能。该部队还可以执行特殊作战职能。

## 历史
总统卫队的前身是“主席卫队”，由时任巴勒斯坦权力机构主席亚西尔·阿拉法特于1994年建立，主要由第17部队成员组成。
2006年，"主席卫队"作为独立部门成立，并更名为“总统卫队”，而且完全由忠于阿巴斯的法塔赫活动人士组成。在美国基思·代顿中将的协调下完成了系统的军官培训。这次培训是支持阿巴斯及其法塔赫忠诚者的系统性努力的一部分，以对抗哈马斯的政治成功。哈马斯赢得了2006 年立法选举并组建了新的巴勒斯坦权力机构政府。哈马斯在巴勒斯坦权力机构内组建了自己的安全部门，即执法警察部队。
截至 2006 年，总统卫队的人员估计约为 3,500 人，并计划大幅增加。